# Koválovice-Osíčany
Koválovice-Osíčany – gmina w Czechach, w powiecie Prościejów, w kraju ołomunieckim. Według danych z dnia 1 stycznia 2012 liczyła 292 mieszkańców.
Składa się z dwóch części:
- Koválovice u Tištína
- Osíčany